# Vaso Čubrilović
Vaso Čubrilović (Bosanska Gradiška, 14 gennaio 1897 – Belgrado, 11 giugno 1990) è stato un insegnante, scrittore e politico serbo, noto per essere stato uno dei cospiratori nell'assassinio del principe Francesco Ferdinando d'Asburgo-Este.

## Vita
Fin da ragazzo si distinse come fanatico serbo parte del gruppo panslavista Giovane Bosnia e partecipò all'assassinio dell'erede al trono dell'Austria-Ungheria (il principe Francesco Ferdinando).
Čubrilović, assieme a Gavrilo Princip ed altri congiurati, riuscì ad uccidere il principe austriaco a Sarajevo il 28 giugno 1914, scatenando la prima guerra mondiale. Fu subito catturato e condannato (ma solo a 16 anni di carcere perché minorenne), riuscendo ad uscire dal carcere nel novembre 1918, quando gli Alleati vinsero la guerra.
Čubrilović divenne un insegnante a Sarajevo e fu successivamente professore universitario a Belgrado, manifestando sempre opinioni nazionaliste. Aderì all'organizzazione nazionalista serba "Giovane Bosnia" nel 1937. Scrisse due famosi Memorandum a favore della pulizia etnica in Jugoslavia nel 1937 e 1944: il primo intitolato L'espulsione degli Albanesi ed il secondo Il problema delle minoranze nella nuova Jugoslavia.
Dopo la seconda guerra mondiale, Vaso Čubrilović fu ministro dell'agricoltura e foreste nella Jugoslavia comunista del maresciallo Tito. Successivamente, divenne consigliere di Milošević, carica che ricoprì fino alla sua morte, nel 1990.

## I due Memorandum di Čubrilović
Nel 1937, Čubrilović scrisse il suo L'espulsione degli Albanesi, un famoso memorandum con cui cercò di risolvere il problema albanese nella Jugoslavia in modo drastico.
In questo manuale Čubrilović, siccome credeva impossibile colonizzare pacificamente il Kosovo (dove abitava la maggior parte degli Albanesi della Jugoslavia), invitò il governo serbo a fare qualunque cosa possibile per rimuovere oltre 200.000 albanesi dal Kosovo allo scopo di ottenere che i serbi assumessero le proprietà ed il comando politico-amministrativo della regione. Nel 1937, Čubrilović giudicò politicamente fattibile questo tentativo, scrivendo: "Se la Germania può espellere centinaia di migliaia di ebrei, se la Russia può trasportare milioni di gente da una parte del continente ad un altro, poche centinaia di migliaia di albanesi espulsi non provocheranno un mondo in guerra."
Se soprusi, alte tasse e confische non fossero sufficienti, Čubrilović suggerì nel Memorandum di incitare sommosse albanesi che "saranno sanguinosamente soffocate coi mezzi più efficaci, principalmente da coloni slavi originari dal Montenegro e da "cetnici", piuttosto che dalle forze armate jugoslave". In questa forma, asserì, il governo non sarebbe stato incolpato. Infine, come ultima alternativa, Čubrilović affermò che i serbocroati potevano ripiegare alla seguente tecnica collaudata: "Resta un ultimo metodo usato efficacemente dalla Serbia dopo il 1878, e cioè radere segretamente al suolo i villaggi ed insediamenti albanesi". I testi dei due memorandum sono stati pubblicati su carta nel marzo 2020 dal giornale Il dalmata libero edito a Trieste nel Quaderno n. 3 oltre che in internet
Vaso Čubrilović partecipò attivamente alla guerra partigiana nella Jugoslavia occupata dall'Asse e fu amico personale di Tito. 
Čubrilović scrisse nel 1944 un secondo Memorandum (intitolato Manjinski problem u novoj Jugoslaviji) su come risolvere il problema delle minoranze in Jugoslavia dopo la vittoria alleata. Riguardo agli italiani scrisse che «È più semplice risolvere le questioni delle minoranze tramite espulsioni in tempo di guerra come questo .... Noi non abbiamo richieste territoriali contro l'Italia, all'infuori dell'Istria, Gorizia e Gradisca. Perciò, col diritto dei vincitori, siamo giustificati nel richiedere agli italiani di riprendersi le loro minoranze».
Inoltre Čubrilović scrisse: «Il regime fascista in Italia trattò molto male il nostro popolo in Istria, Gorizia, e Gradisca. Quando riconquisteremo quei territori (dell'Istria e Dalmazia), li dovremo rioccupare anche etnicamente allontanando tutti gli italiani che vi si sono insediati dopo il 1º dicembre 1918/The fascist regime in Italy treated our people in Istria, Gorica (Gorizia) and Gradiska (Gradisca) dreadfully. When we regain these territories (of Istria and Dalmatia), we will have to reoccupy them ethnically by moving out all the Italians who settled there after 1 December 1918».